# Elodina
Tribu
Genre
Elodina est un genre de lépidoptères (papillons) de la famille des Pieridae et de la sous-famille des Pierinae. Il est l'unique genre de la tribu monotypique des Elodinini.

## Aire de répartition
Les espèces de ce genre résident toutes en Océanie, et la plupart font partie de la faune endémique d'Australie.

## Liste des espèces
- Elodina andropis Butler, 1876.
- Elodina angulipennis (Lucas, 1852).
- Elodina anticyra (Fruhstorfer, 1910).
- Elodina argypheus Grose-Smith, 1890.
- Elodina biaka Joicey & Noakes, 1915.
- Elodina claudia De Baar & Hancock, 1993.
- Elodina dispar Röber, 1887.
- Elodina effeminata (Fruhstorfer, 1910).
- Elodina hypatia C. & R. Felder, 1865.
- Elodina padusa (Hewitson, 1853).
- Elodina parthia (Hewitson, 1853).
- Elodina perdita Miskin, 1889.
- Elodina pseudanops Butler, 1882.
- Elodina queenslandica De Baar & Hancock, 1993.
- Elodina signata Wallace, 1867.
- Elodina sota Eliot, 1956.
- Elodina therasia C. & R. Felder, 1865.
- Elodina tongura Tindale, 1923.
- Elodina walkeri Butler, 1898.